# Europees kampioenschap voetbal 2012 (Groep A) Tsjechië - Polen
Dit artikel gaat over de wedstrijd in de groepsfase in groep A tussen Tsjechië en Polen die zal worden gespeeld op 16 juni 2012 tijdens het Europees kampioenschap voetbal 2012.
Het is de zeventiende wedstrijd van het toernooi en wordt gespeeld in het Stadion Miejski in Wrocław.

## Voorafgaand aan de wedstrijd
- Op de FIFA-wereldranglijst van mei 2012 stond Tsjechië op een 26e plaats. Polen stond op een 65e plaats.[1]
- Tsjechië en Polen speelden 5 keer eerder tegen elkaar. Polen won 3 van de 5 duels en won Tsjechië 2 duels.
- In de vijf onderlinge duels scoorde Polen 7 keer en Tsjechië 6 keer.

## Wedstrijdgegevens

De basisopstelling van beide landen

| Datum                | 16 juni 2012             | 16 juni 2012             |
| Wedstrijdnummer      | 17                       | 17                       |
| Stadion              | Stadion Miejski, Wrocław | Stadion Miejski, Wrocław |
| Toeschouwers         | 41.480                   | 41.480                   |
| Scheidsrechter       | Craig Thomson            | Craig Thomson            |
| Assistenten          | Derek Rose Alasdair Ross | Derek Rose Alasdair Ross |
| Vierde man           | Fredy Fautrel            | Fredy Fautrel            |
| Man van de wedstrijd | Petr Jiráček             | Petr Jiráček             |
|                      | Tsjechië                 | Polen                    |
| Doelpunten           | 1                        | 0                        |
| Gele kaarten         | 3                        | 5                        |
| Rode kaarten         | 0                        | 0                        |
| Wissels              | 3                        | 2                        |
| Schoten op doel      | 7                        | 8                        |
| Schoten naast doel   | 3                        | 7                        |
| Overtredingen        | 21                       | 21                       |
| Hoekschoppen         | 6                        | 6                        |
| Buitenspel           | 3                        | 0                        |
| Vrije trappen        | 21                       | 24                       |
| Balbezit (tijd)      | 0                        | 0                        |
| Balbezit (%)         | 58                       | 42                       |

| Tsjechië | 1 – 0           | Polen |
| Petr Jiráček 72' | goals (assists) | |
| Michal Bílek | bondscoach      | Franciszek Smuda |
| Petr Čech David Limberský Michal Kadlec Tomáš Sivok Theodor Gebre Selassie Jaroslav Plašil Tomáš Hübschman Václav Pilař 88' Daniel Kolář Petr Jiráček 84' Milan Baroš 90+1' | opstellingen    | Przemyslaw Tyton Sebastian Boenisch Damien Perquis Marcin Wasilewski Lukasz Piszczek 56' Eugen Polanski Dariusz Dudka Ludovic Obraniak 73' Rafal Murawski Jakub Blaszczykowski Robert Lewandowski |
| František Rajtoral 84' Jan Rezek 88' Tomáš Pekhart 90+1' | wissels         | 56' Kamil Grosicki 73' Adrian Mierzejewski |
| David Limberský 12' Jaroslav Plašil 87' Tomáš Pekhart 90+4' | gele kaarten    | 22' Rafal Murawski 48' Eugen Polanski 61' Marcin Wasilewski 88' Jakub Blaszczykowski 90' Damien Perquis                                                                                           |
| | rode kaarten    | |

## Wedstrijden
| Groepswedstrijden | | | |
| Groep A | Groep B | Groep C                                                                                               | Groep D |
| Polen - Griekenland Rusland - Tsjechië Griekenland - Tsjechië Polen - Rusland Tsjechië - Polen Griekenland - Rusland | Nederland - Denemarken Duitsland - Portugal Denemarken - Portugal Nederland - Duitsland Portugal - Nederland Denemarken - Duitsland | Spanje - Italië Ierland - Kroatië Italië - Kroatië Spanje - Ierland Kroatië - Spanje Italië - Ierland | Frankrijk - Engeland Oekraïne - Zweden Oekraïne - Frankrijk Zweden - Engeland Engeland - Oekraïne Zweden - Frankrijk |
| Kwartfinales | | | |
| Tsjechië - Portugal                                                                                                  | Duitsland - Griekenland | Spanje - Frankrijk                                                                                    | Engeland - Italië |
| Halve finales | | | |
| ‎Portugal - Spanje | ‎Portugal - Spanje | Duitsland - Italië                                                                                    | Duitsland - Italië                                                                                                   |
| Finale | | | |
| Spanje - Italië | | | |